# Nissan Stadium (Nashville)
Le Nissan Stadium (auparavant Adelphia Coliseum, The Coliseum et LP Field, surnommé The Woodshed ou The Album) est un stade de football américain situé sur la rive est de la rivière Cumberland en face du quartier des affaires de Nashville dans le Tennessee.
Depuis 1999, ses locataires sont les Titans du Tennessee, une équipe de football américain évoluant en National Football League dans la division sud de la American Football Conference. The Woodshed abrite également les Tennessee State Tigers qui sont l'équipe de football américain de la Tennessee State University jouant en NCAA. Le Music City Bowl s'y déroule chaque année depuis 1999 ainsi que le CMA Music Festival (festival de 4 jours au mois de juin sur la musique country) depuis 2001. Sa capacité est de 69 143 places, il dispose de 177 suites de luxe (dont 3 Party suites) et 12 000 sièges de club. Le stade est entouré de parkings pouvant contenir environ 7 500 véhicules.

## Histoire
La construction débuta en 1997 et c'est le 27 août 1999 que le stade ouvrit ses portes avec un match de pré-saison entre les Titans et les Falcons d'Atlanta. Son coût d'élaboration s'éleve à $290 millions de dollars et il appartient au Comté de Davidson. Situé dans la ville de la musique (Music City), les Titans du Tennessee jouent dans l'un des meilleurs stades de la ligue.
Cependant l'équipe n'a pas toujours joué dans les meilleures enceintes car après 30 ans d'existence à Houston dans l'Astrodome, l'équipe, alors connue sous le nom de Houston Oilers, désirait bâtir un terrain de jeu plus moderne dans les années 1990. Après que les nombreuses tentatives pour obtenir un nouveau domicile échouèrent, les Oilers décidèrent de se déplacer à Nashville dans le Tennessee. Mais il y avait un problème car la "Music City" ne possédait pas de stade à grande capacité prêt pour la franchise avant qu'elle ne déménage en 1996. Alors, en attendant que le LP Field soit terminé, les Titans du Tennessee ont joué au Liberty Bowl Memorial Stadium de Memphis et au Vanderbilt Stadium. Le 12 septembre 1999, les Titans jouent enfin leur premier match de saison régulière dans leur nouveau domicile.

### Le Référendum
Le 7 mai 1996, les électeurs de Nashville et du Comté de Davidson ont voté pour approuver le financement partiel d'un nouveau stade devant être construit sur la rive est de la rivière Cumberland dans le centre de la ville. Le vote, qui a alloué $144 millions de dollars d'argent public pour le projet, fut adopté avec une majorité de 59 %. Les fonds seront mobilisés par le biais d'une augmentation de la taxe sur l'eau. Une grande partie du reste des coûts de construction ont été financés par la vente de Personal Seat License (en). L'organisation pronant le nouveau stade, connue sous le nom de "NFL Yes!" a dépensé davantage que le groupe anti-stade par une proportion de 16:1 pendant la campagne.

### Tornade de 1998
La construction du stade a été retardée lorsque le chantier fut violemment frappé par une tornade, le 16 avril 1998, qui détruisit plusieurs grues. Mais le stade pu ouvrir à temps pour le premier événement programmé.

### Les droits d'appellation
Le stade fut à l'origine connu sous le nom de Adelphia Coliseum après que la société Adelphia Communications eut payé $30 millions de dollars pour acheter les droits d'appellation du bâtiment sur 15 années. Mais après qu'Adelphia a manqué un paiement requis et par la suite fait faillite en 2002, les droits d'appellation ont été abandonnées et le stade fut nommé simplement The Coliseum durant quatre saisons. Le 6 juin 2006, Louisiana-Pacific Corporation racheta les droits pour $30 millions de dollars sur 10 années et le terrain fut renommé LP Field.
Le 24 juin 2015, le constructeur automobile japonais Nissan, qui a son siège nord-américain situé au sud de Nashville à Franklin et possède une usine de fabrication à proximité de Smyrna, a acheté les droits d'appellation du stade dans un contrat de 20 ans, renommant l'édifice Nissan Stadium.

## Description
L'enceinte se compose de trois niveaux avec 68 000 sièges bleus et rouges. La tribune inférieure entoure le terrain entier. Deux autres tribunes supérieures sont situées des deux côtés du terrain et deux tableaux d'affichage/écrans vidéos se trouve derrière les tribunes nord et sud. Le LP Field dispose de 175 suites de luxe, et 12 000 sièges de club (qui composent la deuxième rangée de la tribune).

## Événements
- Franklin American Mortgage Music City Bowl, depuis 1999
- Visite de Billy Graham, été 2000
- CMA Music Festival, depuis 2001
- Compétition féminine de football (SheBelieves Cup 2016), 6 mars 2016
- Concert de Guns N' Roses (Not in This Lifetime... Tour), 9 juillet 2016
- Concert de Beyoncé (The Formation World Tour), 2 octobre 2016
- Concert de Taylor Swift (Reputation Stadium Tour), 25 août 2018
- WWE SummerSlam, 30 juillet 2022
- Concerts de Taylor Swift (The Eras Tour), 5, 6 et 7 mai 2023
- Concert de Beyoncé (Renaissance World Tour), 15 juillet 2023

## Galerie

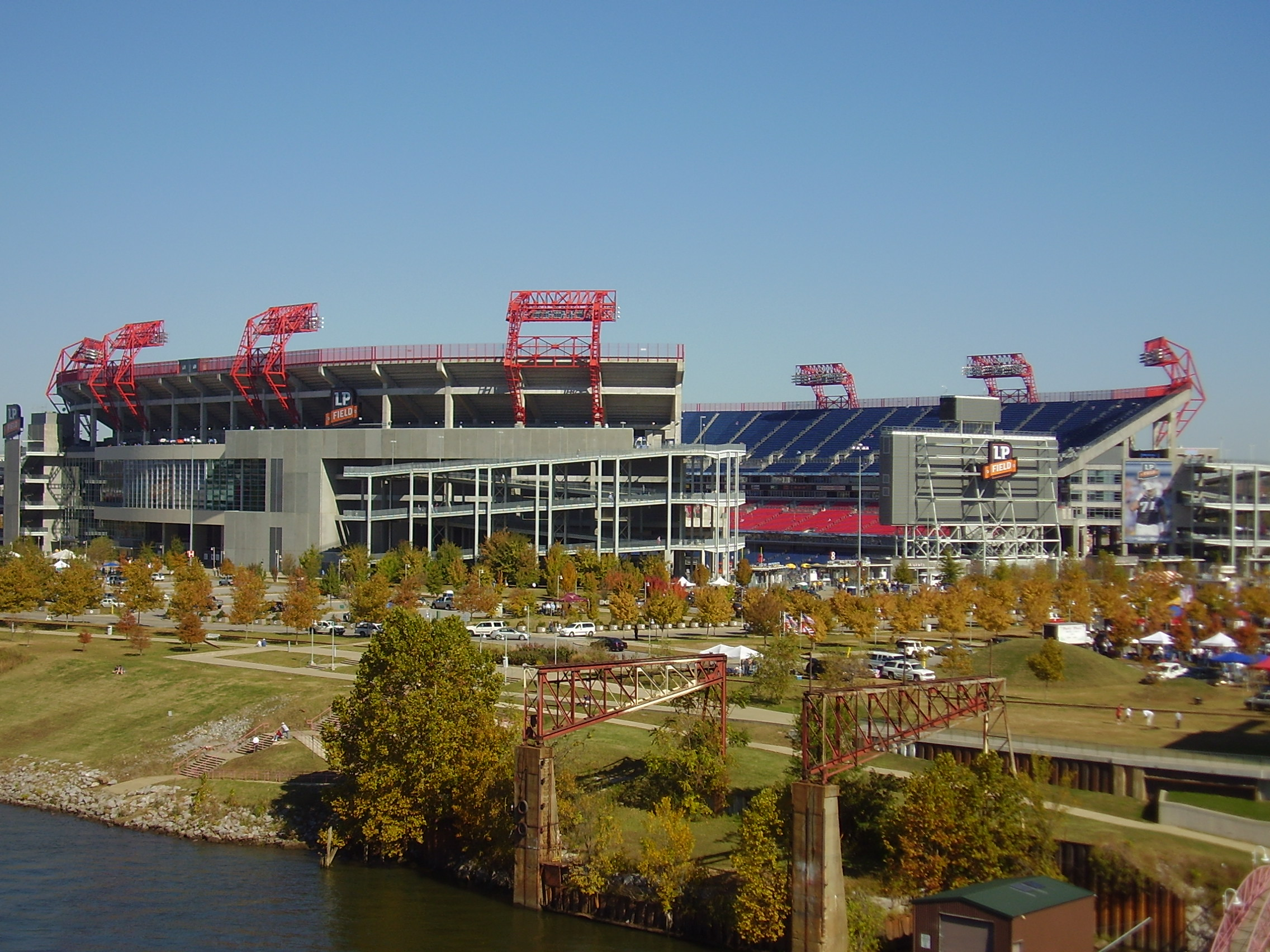
Vue du stade depuis le John Seigenthaler Pedestrian Bridge
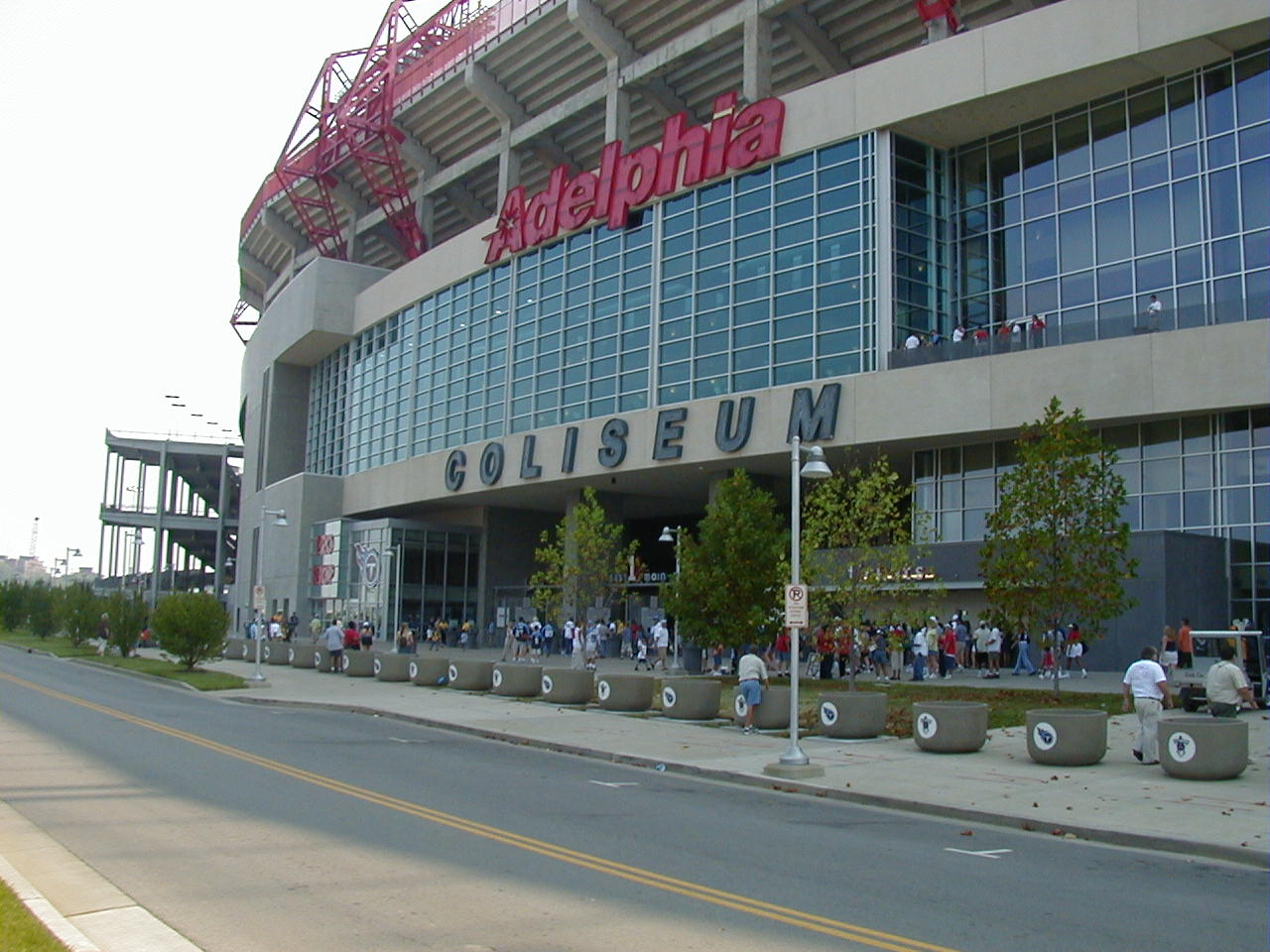
Façade
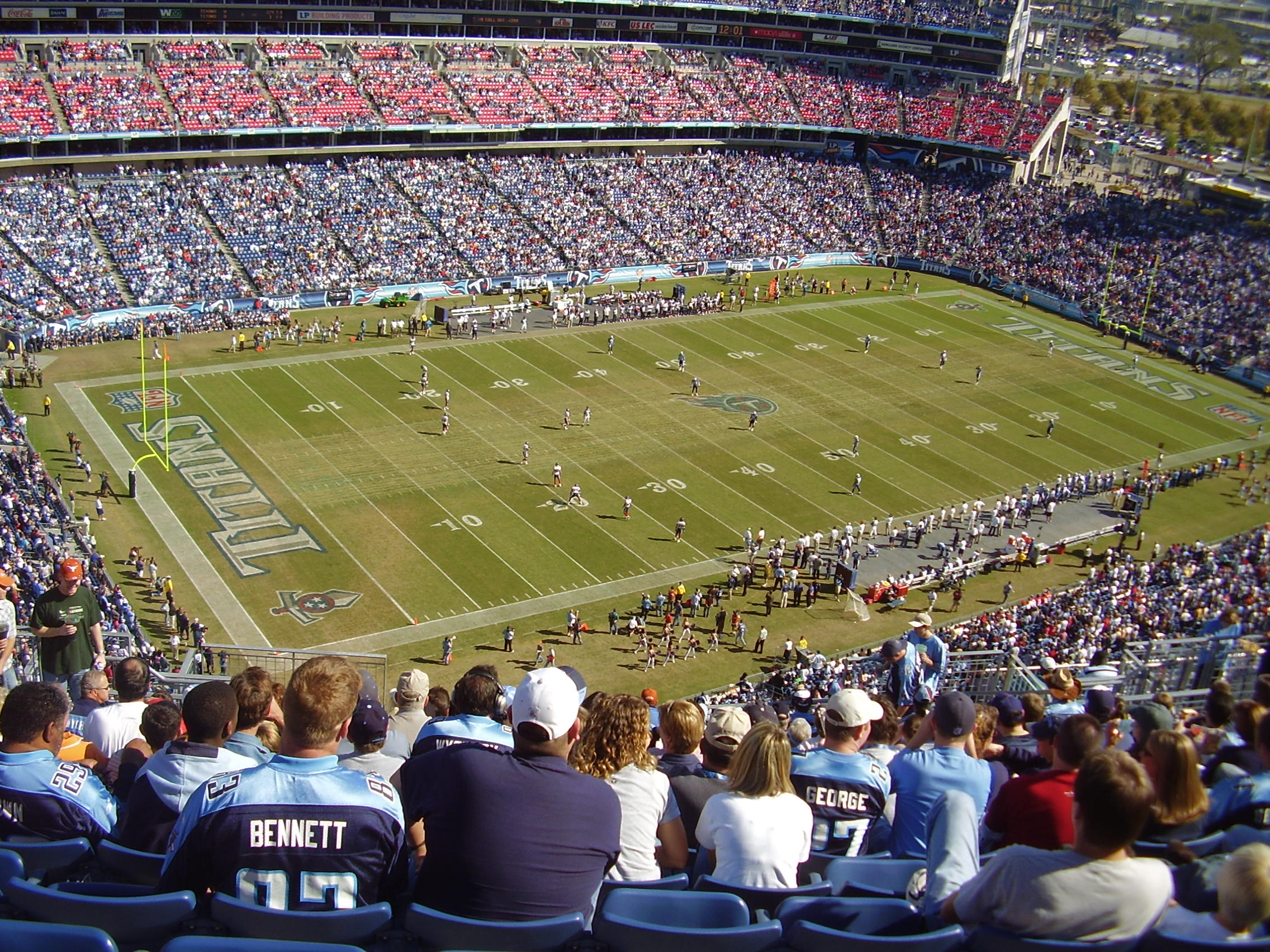
Antre des Titans
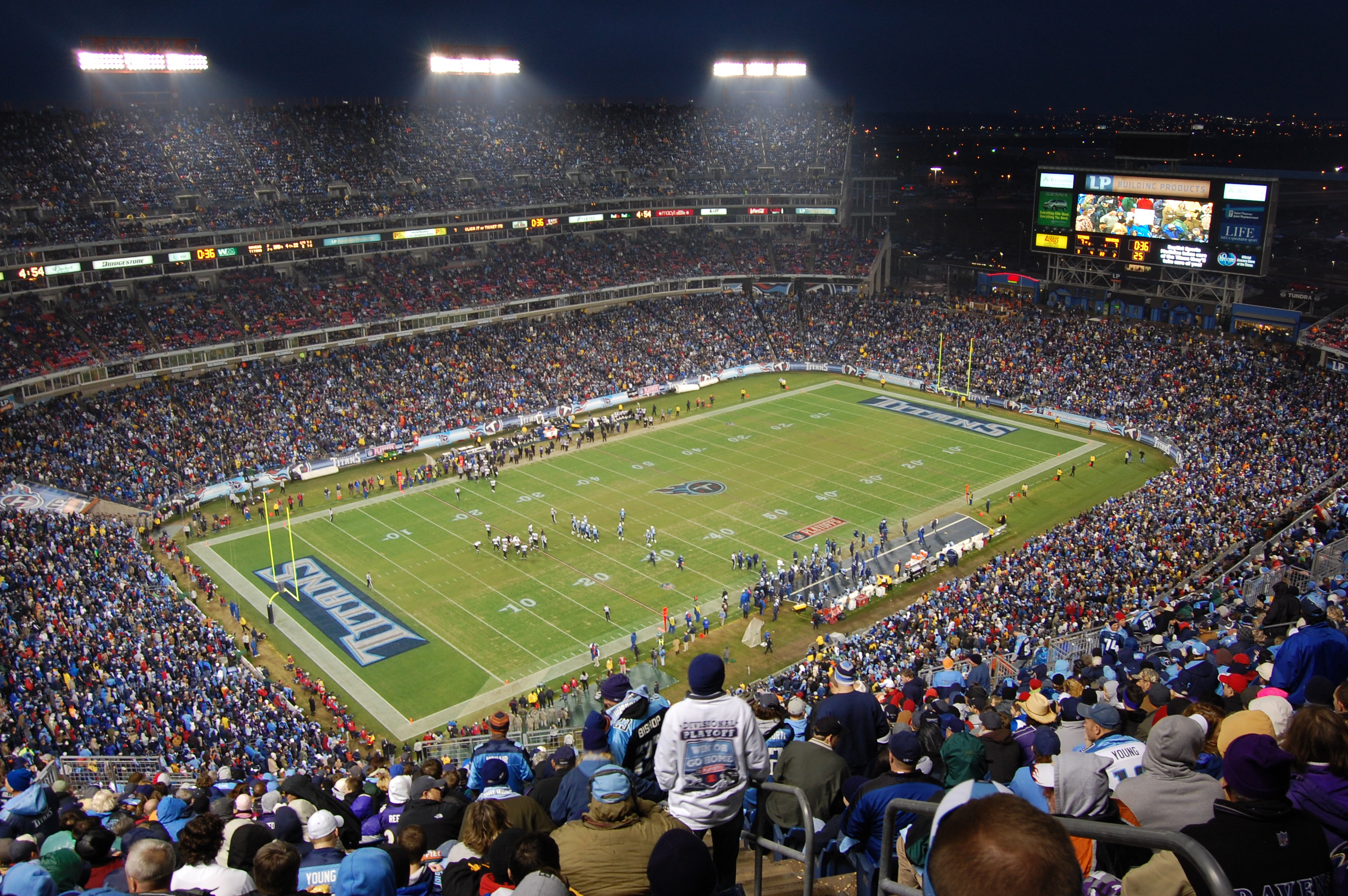
De nuit
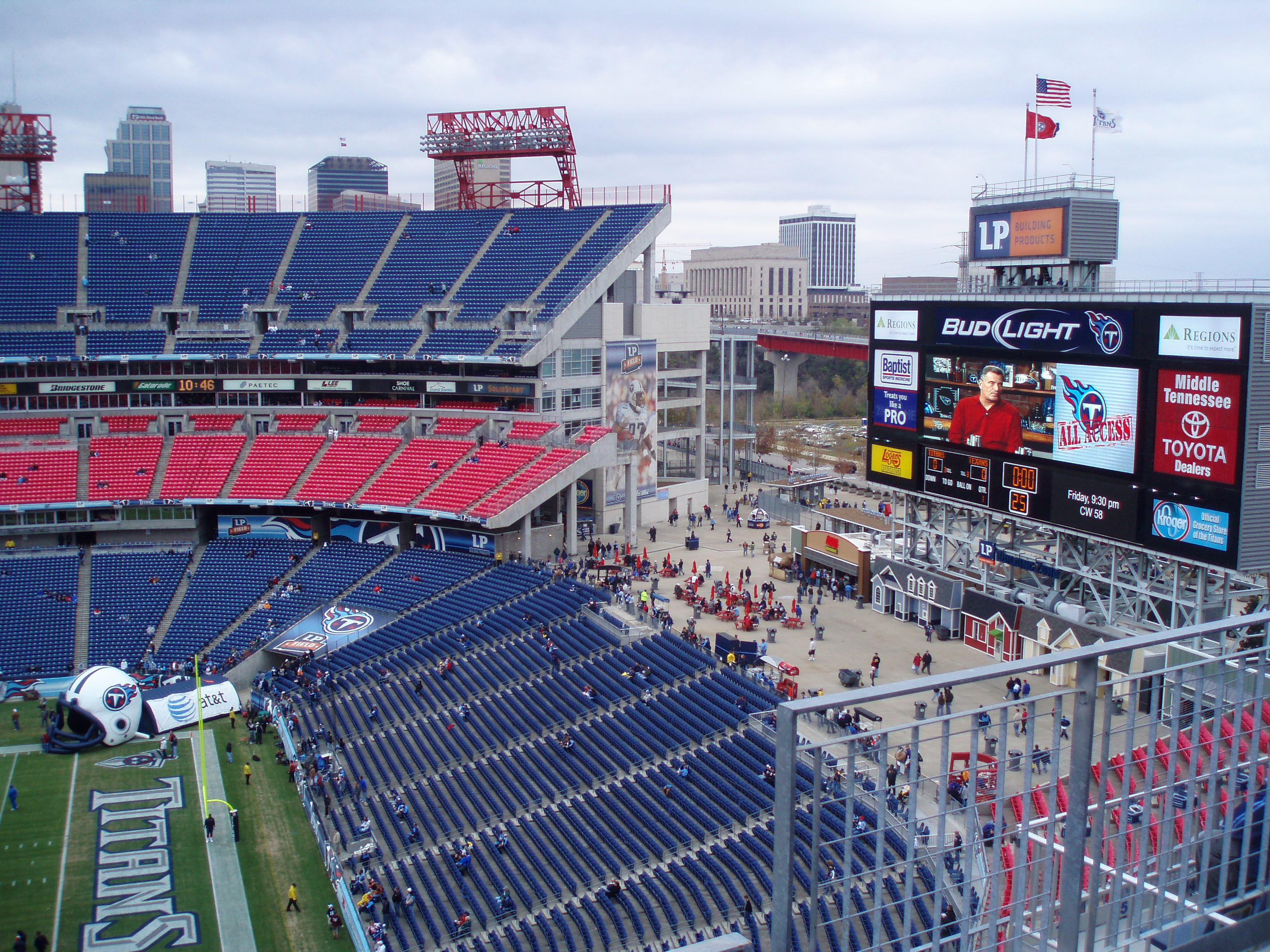
Les tribunes
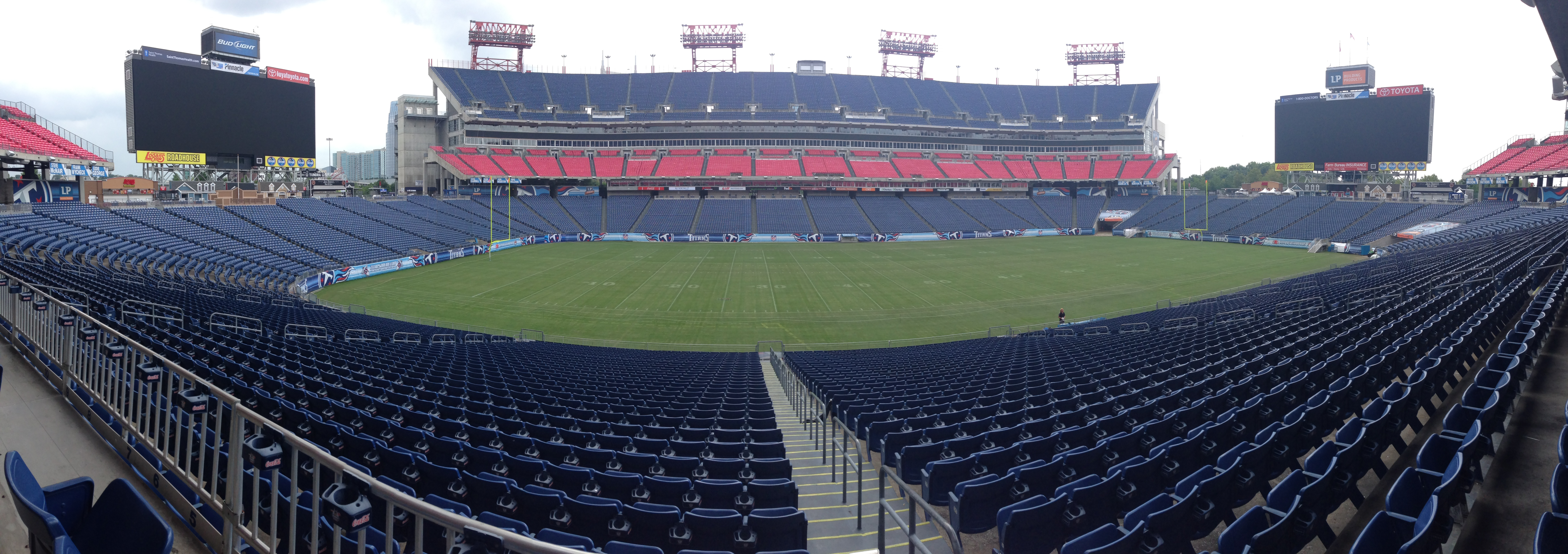
Panorama
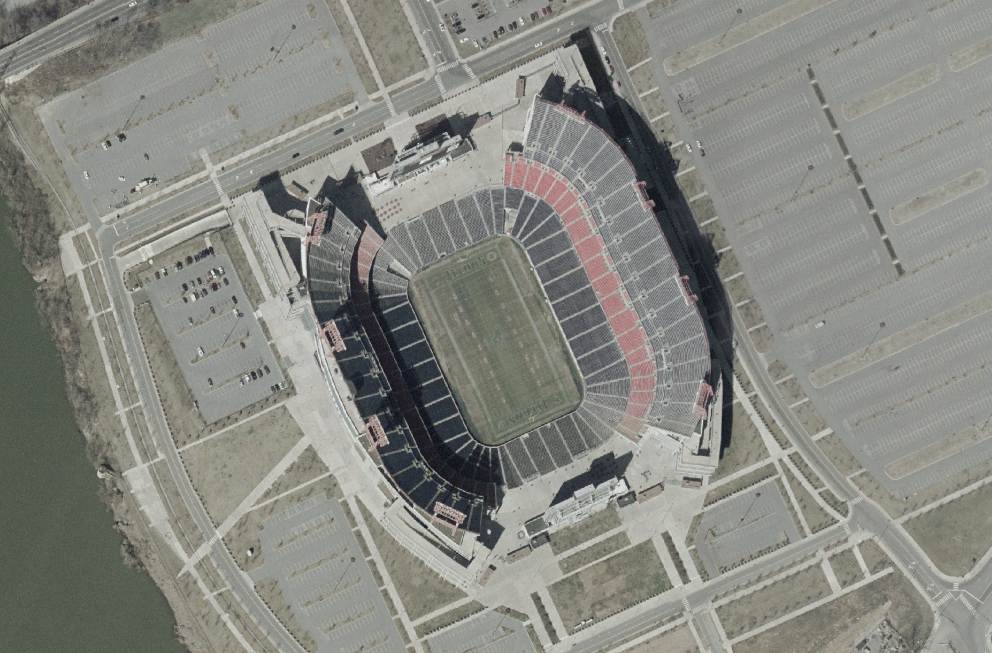
Image satellite
Ancien logo